# Acélszínű zuzmószövő
Az acélszínű zuzmószövő (Atolmis rubricollis) a kvadrifid bagolylepkefélék családjába tartozó, Eurázsiában honos éjjeli lepkefaj. 

## Megjelenése
Az acélszínű zuzmószövő szárnyfesztávolsága 2,8-3,5 cm. Teste, csápjai és lábai feketésbarnák, a tor felső szélén két nagy, feltűnő narancsvörös folt látható. A potroh vége és a hasoldal narancssárga. A hím farpamacsa erős. Szárnyai egyszínű, rajzolat nélküli feketés- vagy szürkésbarnák, fonákjuk kissé világosabb. A szárnyak rojtja szintén feketésbarna.
Változékonysága nem számottevő.
Petéi gömb alakúak, halványzöldek. 
Hernyójának alapszíne zöldesszürke, világoszöld és feketés foltok tarkítják. Narancssárga szemölcseiből hosszú, feketés-sárgás szőrcsomók erednek. Bábja zömök, vörösbarna színű. 

## Elterjedése
Eurázsiában honos a Pireneusoktól és a Brit-szigetektől egészen Oroszország távol-keleti régiójáig. Magyarországon szórványosan minden régióban előfordulhat. 

## Életmódja
Nyirkos, árnyas fenyvesekben, vegyes erdőkben él. Éjjel aktív (de néha nappal is repül), vonzzák a mesterséges fényforrások.  
Évente két (Észak-Európában csak egy) nemzedéke nő fel, imágóit június-júliusban, illetve augusztus-szeptemberben lehet látni. Hernyója elsősorban különféle fenyők (pl. luc), ritkábban lombos fák ágairól rágja le az alga-, zuzmó- és moharéteget. A tűlevelű avarban vagy mohapárnák alatt készíti el szőrökkel kevert, laza, barnásszürke bábszövedékét, amelyben a második nemzedék bábként áttelel.  

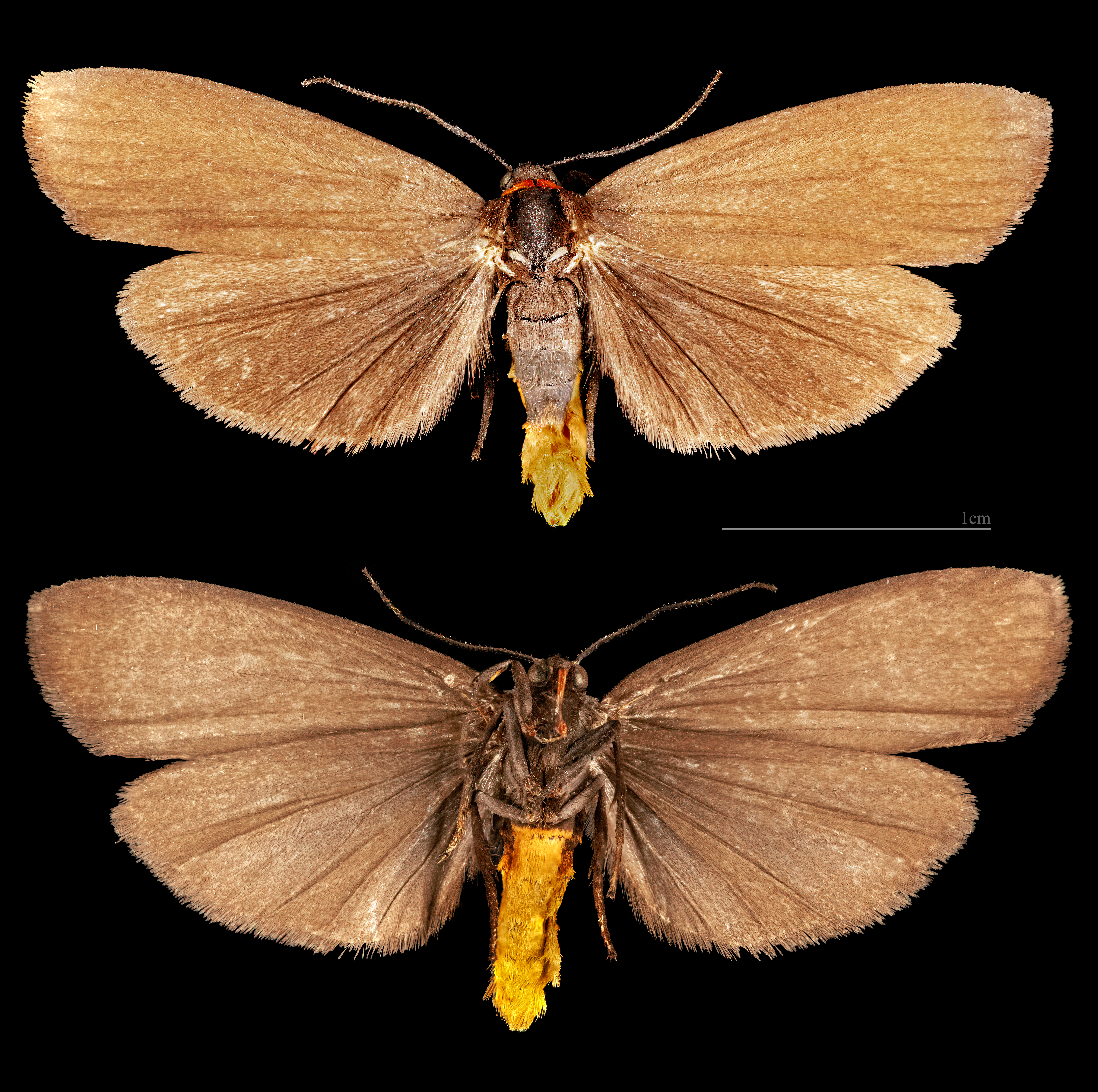
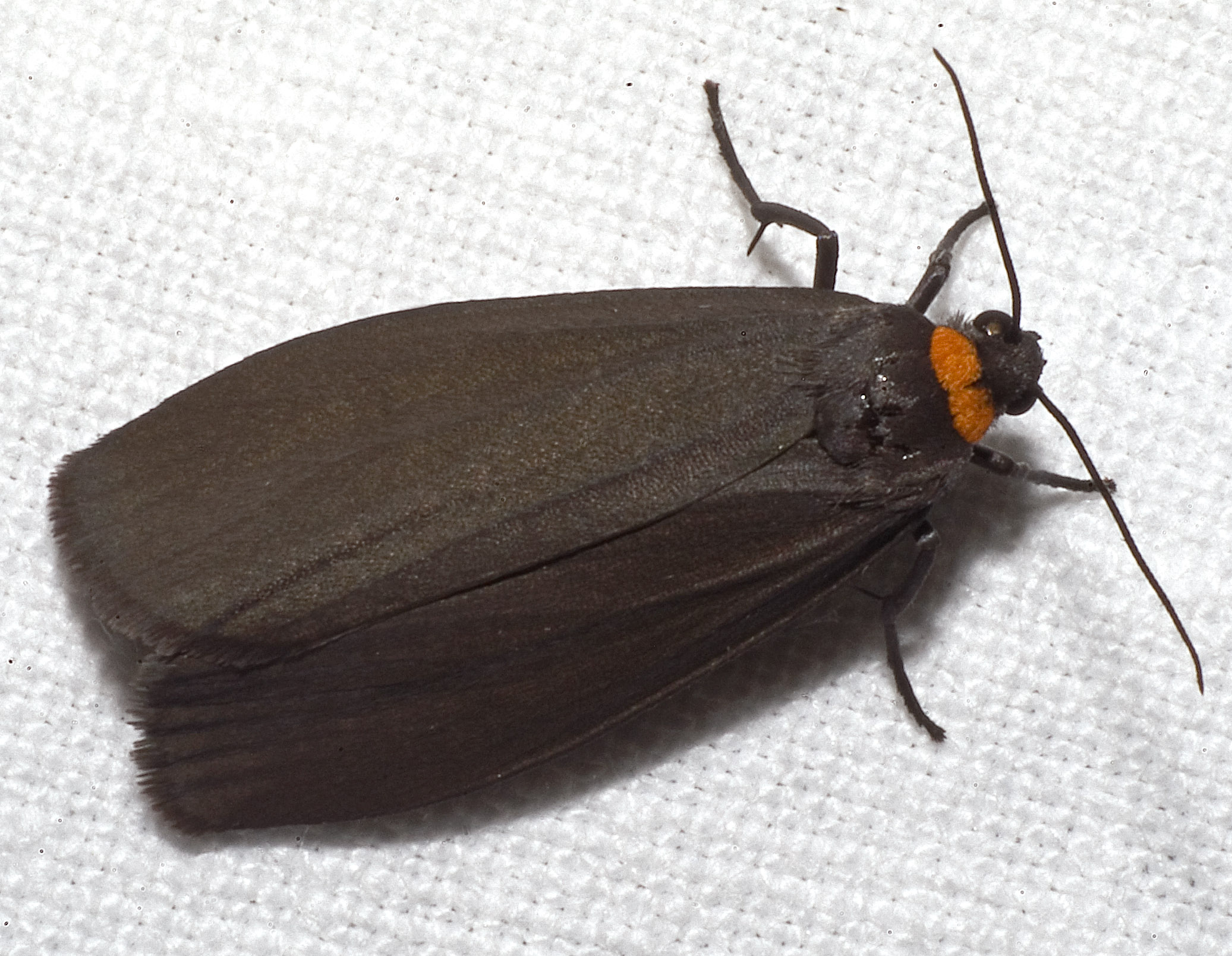
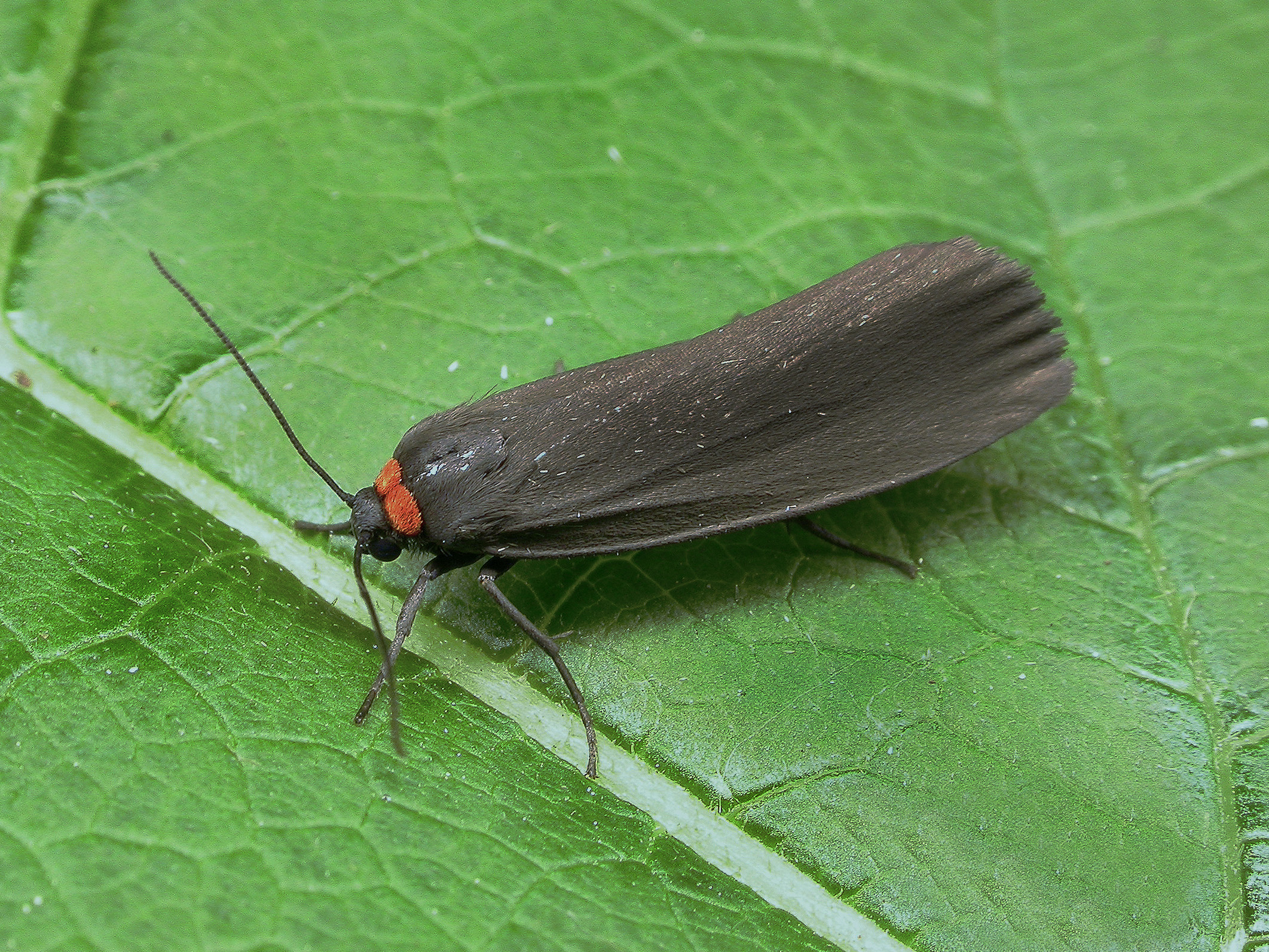
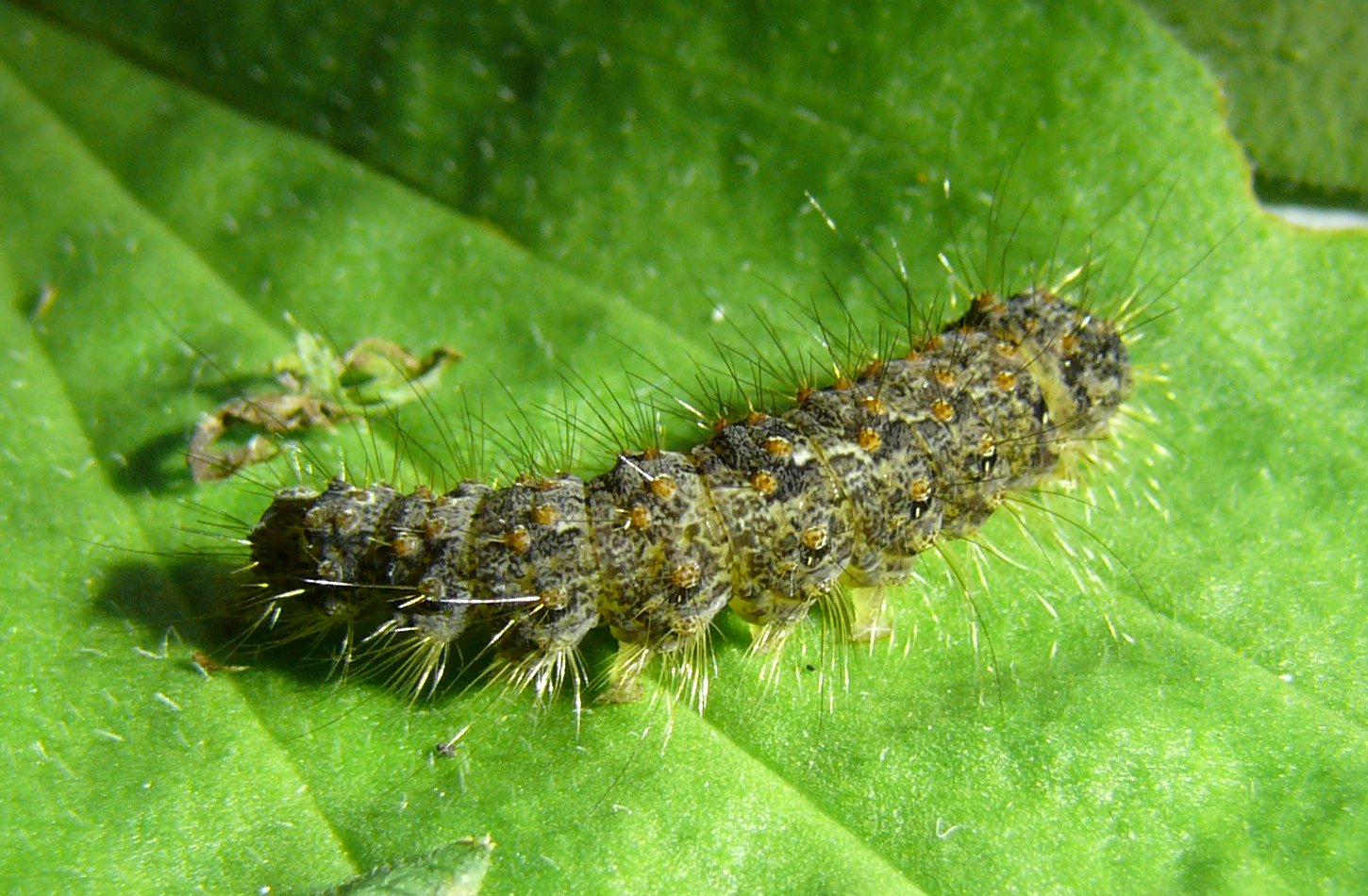
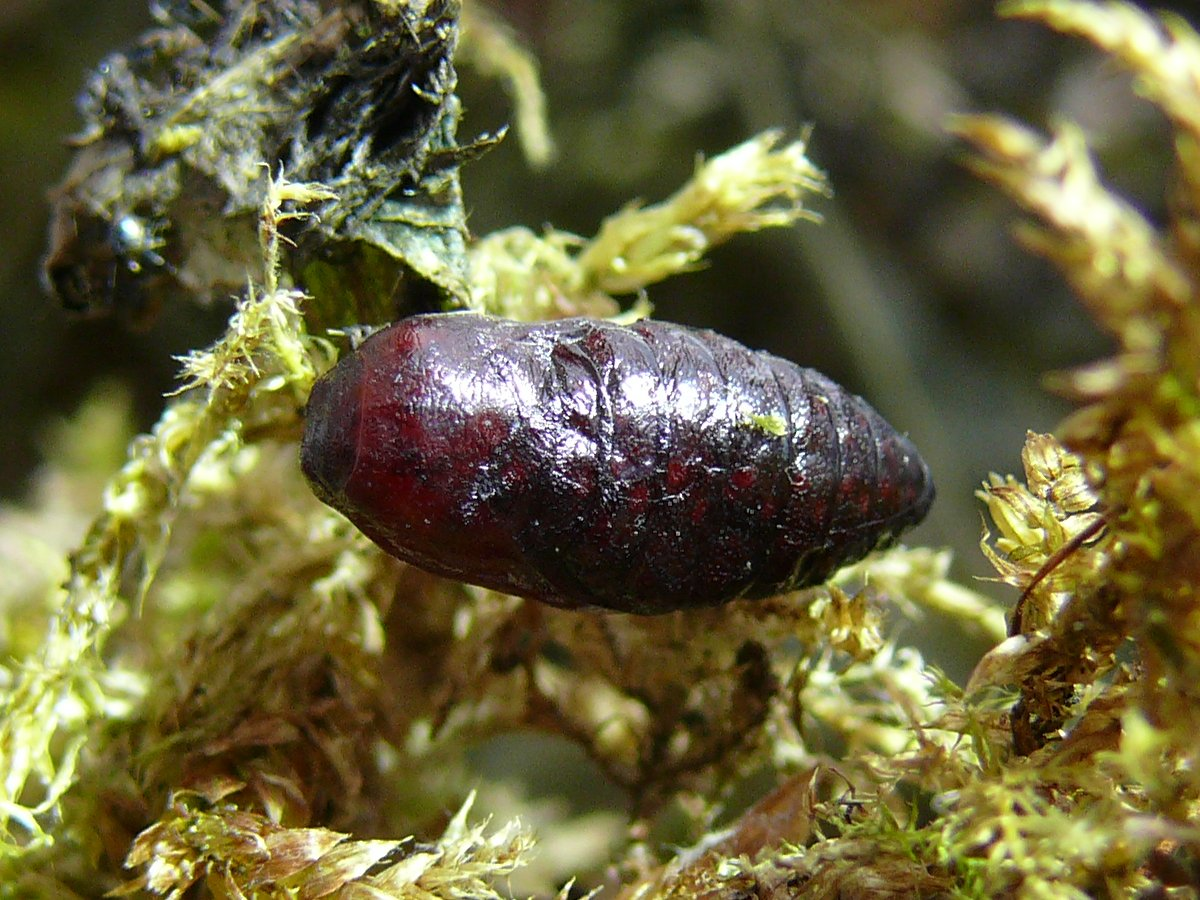

Magyarországon nem védett.